# Пуховац (брдо)
Пуховац је брдо које се налази у сјеверозападном дијелу Соколачког поља. Испод Пуховца се налази насељено мјесто Соколац, сједиште истоимене општине у Републици Српској и БиХ. Пуховац је назив добио због сталних вјетрова. У народу је познат и као Повац или Поовац.

## Хидрографски значај
Брдо Пуховац је значајно као развође ријека Праче односно Дрине и Биоштице односно Босне. У подножју Пуховца, испод шуме Мељаче, извире ријека Решетница која је усљед ерозивних процеса пресјечена и понире у Гласиначком пољу.

## Легенда о Пуховцу
Легенду о Пуховцу годинама је преносило локално становништво. Легенда се односи на грчку или каурску принцезу Јерину. Јерина је градила праисторијску градину на Пуховцу а сав народ је морао да носи камен. Од тог камења, поред градине, Јерина је градила друм који је водио из Мокрог преко Романије до Власенице. Пошто је приморавала становништво на тежак физички рад, Јерина је успјела да изгради пут. Због преношења приче о неумољивој Јерини са кољена на кољено, становници Гласинца су пут који води од Сарајева ка Зворнику, све до Другог свјетског рата називали Јеринин друм.

## Пуховац кроз вијекове
О становништву Пуховца из праисторијског периода, понајвише говоре подаци добијени ископавањем тумула о чему се више говори у оквиру историје Сокоца. 
У периоду турске окупације Пуховац није био значајније насељен. На Пуховцу су се налазили чардаци у које су аге доводиле своје хануме у току љетњих мјесеци. Аге су са Пуховца надгледале жетву у Гласиначком пољу и сакупљали харач, док су жене прале вуну са сељанкама. Остатак године Турци би провели у Сарајеву.
У другој половини XIX вијека угледне православне соколачке породице, откупиле су пуховачке пропланке од сарајевских ага. Данас се свуда около некадашњих турских чардака налазе Горњи Балтићи. Почетком XXI вијека примјетно је ширење насеља Соколац на источне падине Пуховца али и на Горње Балтиће.
У Другом свјетском рату на Пуховцу су се водиле значајне борбе. О том времену свједоче бројни партизански бункери са пушкарницама расути на пуховачком платоу.

## Ски лифт на Пуховцу
У оквиру припрема за одржавање Зимских олимпијских игара 1984. године у Сарајеву, на соколачком брду Пуховац изграђен је ски лифт. Ски лифт на Пуховцу био је један од ријетких освијетљених ски лифтова у тадашњој држави. Представљао је дио јединствене туристичке понуде општине Соколац и једно од омиљених мијеста окупљања у току романијских зима. Ски лифт на Пуховцу функционисао је и у периоду послије грађанског рата у БиХ. Усљед изградње путне комуникације за новоизграђено насеље Соколачке Њиве, прекинута је ски стаза чиме је соколачки ски лифт престао са радом. Инфраструктура ски лифта и даље пркоси времену иако је добар дио опреме нестао и/или уништен.

## Инфраструктурни објекти на Пуховцу
Поред ски лифта који није у функцији, од инфраструктурних објеката издвајају се бројни антенски системи и предајници радио-телевизије и телеком оператера у Републици Српској.